# Dělba přepravní práce
Dělba přepravní práce nebo také podíl dopravních výkonů (anglicky modal split – doslovně volba dopravního prostředku) označuje poměr využívání (konkurenci) jednotlivých druhů dopravy v určité oblasti (město, kraj, stát) a čase. Stanovuje se zvlášť pro osobní a nákladní přepravu. Termín má význam pro plánování a řízení dopravní nabídky/poptávky, respektive udržitelné dopravy.

## Výkon osobní dopravy
Výkon osobní dopravy se vyjadřuje:

Dělba přepravní práce v ČR dle SLDB 2001

- v počtech přepravených cestujících (počet cest)
- v osobokilometrech (výkon z ujeté vzdálenosti)

Zpravidla se rozlišují druhy přepravy (uvedena také obvyklá vzdálenost):
- chůze – do 4 km
- jízda na kole – do 12 km
- veřejná hromadná doprava (VHD)
  - městská hromadná doprava (MHD) – do 12 km
  - veřejná linková (autobusová) doprava (VLD)
  - drážní (železniční) osobní doprava (DOD) – nad 12 km
  - vodní
  - letecká
- individuální (osobní) automobilová doprava (IAD)
- kombinovaná (Park+Ride, Park+Go, Park+Bike, Bike+Ride, Kiss+Ride)[3]

| rok sběru dat | zdroj, metodika, počet respondentů            | chůze | jízdní kolo | hromadná doprava (MHD, autobus, vlak) | individuální motorová doprava (auto, moto) |
| ------------- | --------------------------------------------- | ----- | ----------- | ------------------------------------- | ------------------------------------------ |
| 2001          | SLDB 2001, cesty do práce/školy, 90% populace | 7 %   | 4 %         | 63 %                                  | 26 %                                       |
| 2010          | EC EU, anketa, n=1 000                        | 13 %  | 7 %         | 37 %                                  | 36 %                                       |
| 2019          | Česko v pohybu, cestovní deník, n=10 000      | 35 %  | 5 %         | 20 %                                  | 40 %                                       |

## Výkon nákladní dopravy
Nákladní doprava se vyjadřuje:
- v přepravených tunách
- v tunokilometrech

Rozlišuje se podle druhu přepravy:
- silniční
- železniční
- námořní
- říční
- letecká
- produktovody
- kombinovaná (např. Ro-La)

## Dělba přepravní práce obyvatel českých městech
Dělba přepravní práce obyvatel může být vypočtena více způsoby a to poměrem využitých dopravních prostředků na určitém území:
- potřebných pro uskutečnění cest (do práce, školy, zábavou…) – relativizuje dosah různých způsobů dopravy
- podle přepravených osobokilometrů – zvýhodňuje dopravní prostředky s delším dosahem
- podle času stráveného na cestě

Dělbu přepravní práce je možno určit:
- přímo – výkaznictví od dopravců nebo úřadů, použitelné jen pro nákladní nebo hromadnou dopravu
- účelovým sociologickým průzkumem – nákladné, různé metodiky, pouze vzorek populace
- využitím sčítání lidu – neúplné informace (jen cesty do zaměstnání a škol[6] – cca 50 % cest[7]), postihuje všechny obce, stejná metodika napříč státem, zpoždění dat[8]

| město                      | počet obyvatel | chůze | jízdní kolo | veřejná hromadná doprava (VHD) | individuální motorová doprava | rok průzkumu | metodika   |
| -------------------------- | -------------- | ----- | ----------- | ------------------------------ | ----------------------------- | ------------ | ---------- |
| Bílina                     | 16 000         | 40 %  | 4 %         | 18 %                           | 38 %                          | 2008         |            |
| Brno                       | 376 000        | 18 %  | 1 %         | 43 %                           | 34 %                          | 2017         |            |
| České Budějovice           | 96 000         | 9 %   | 9 %         | 27 %                           | 55 %                          | 2009         |            |
| Český Krumlov              | 14 000         | 25 %  | 17 %        | 15 %                           | 43 %                          | 2016         |            |
| Chrudim                    | 24 000         | 42 %  | 9 %         | 17 %                           | 32 %                          | 2009         | ECI/TIMUR  |
| Hlučín                     | 14 000         | 26 %  | 7 %         | 28 %                           | 39 %                          | 2010         | ECI/TIMUR  |
| Hodonín                    | 26 000         | 50 %  | 13 %        | 11 %                           | 26 %                          | 2009         | ECI/TIMUR  |
| Hradec Králové             | 96 000         | 13 %  | 18 %        | 30 %                           | 39 %                          | 2009         | ECI/TIMUR  |
| Jablonec nad Nisou         | 46 000         | 34 %  | 3 %         | 33 %                           | 30 %                          | 2009         | ECI/TIMUR  |
| Kladno                     | 72 000         | 21 %  | 4 %         | 35 %                           | 40 %                          | 2008         | ECI/TIMUR  |
| Litoměřice                 | 25 000         | 43 %  | 1 %         | 12 %                           | 44 %                          | 2017         |            |
| Pardubice                  | 91 000         | 28 %  | 18 %        | 19 %                           | 35 %                          | 2012         | TU Dresden |
| Poděbrady                  | 13 000         | 39 %  | 18 %        | 13 %                           | 30 %                          | 2009         | ECI/TIMUR  |
| Praha-Libuš (městská část) | 8 000          | 7 %   | 0 %         | 54 %                           | 39 %                          | 2008         | ECI/TIMUR  |
| Olomouc                    | 100 000        | 35 %  | 6 %         | 27 %                           | 30 %                          | 2016         |            |
| Přerov                     | 48 000         | 16 %  | 21 %        | 16 %                           | 23 %                          | 2017         |            |
| Roudnice nad Labem         | 13 000         | 45 %  | 11 %        | 12 %                           | 32 %                          | 2008         | ECI/TIMUR  |
| Semily                     | 9 000          | 54 %  | 11 %        | 3 %                            | 32 %                          | 2009         | ECI/TIMUR  |
| Strakonice                 | 24 000         | 38 %  | 5 %         | 11 %                           | 46 %                          | 2010         | ECI/TIMUR  |
| Třebíč                     | 38 000         | 35 %  | 5 %         | 24 %                           | 36 %                          | 2010         | ECI/TIMUR  |
| Uherské Hradiště           | 26 000         | 40 %  | 15 %        | 9 %                            | 36 %                          | 2012         | TU Dresden |
| Velké Meziříčí             | 12 000         | 55 %  | 5 %         | 6 %                            | 34 %                          | 2005         | ECI/TIMUR  |
| Vsetín                     | 28 000         | 38 %  | 11 %        | 18 %                           | 33 %                          | 2009         | ECI/TIMUR  |
| Zlín                       | 81 000         | 25 %  | 2 %         | 27 %                           | 46 %                          | 2015         |            |
| Praha                      | 1 289 000      | 23 %  | 1 %         | 43 %                           | 33 %                          | 2009         |            |

| město                            | počet obyvatel | chůze | jízdní kolo | městská hromadná doprava (MHD) | autobusy (VLD) | železnice (DOD) | individuální motorová doprava |
| -------------------------------- | -------------- | ----- | ----------- | ------------------------------ | -------------- | --------------- | ----------------------------- |
| Hlavní město Praha               | 1 169 000      | 18 %  | 0 %         | 62 %                           | 3 %            | 0 %             | 16 %                          |
| Brno                             | 376 000        | 20 %  | 1 %         | 61 %                           | 2 %            | 0 %             | 15 %                          |
| Ostrava                          | 317 000        | 24 %  | 1 %         | 60 %                           | 4 %            | 0 %             | 11 %                          |
| Plzeň                            | 166 000        | 21 %  | 1 %         | 59 %                           | 3 %            | 0 %             | 16 %                          |
| Olomouc                          | 103 000        | 32 %  | 6 %         | 41 %                           | 5 %            | 2 %             | 14 %                          |
| Liberec                          | 99 000         | 30 %  | 1 %         | 46 %                           | 6 %            | 1 %             | 17 %                          |
| České Budějovice                 | 97 000         | 29 %  | 11 %        | 37 %                           | 6 %            | 1 %             | 17 %                          |
| Hradec Králové                   | 97 000         | 23 %  | 16 %        | 39 %                           | 3 %            | 1 %             | 15 %                          |
| Ústí nad Labem                   | 95 000         | 24 %  | 0 %         | 53 %                           | 6 %            | 2 %             | 15 %                          |
| Pardubice                        | 91 000         | 27 %  | 18 %        | 33 %                           | 4 %            | 2 %             | 15 %                          |
| Havířov                          | 86 000         | 35 %  | 1 %         | 22 %                           | 25 %           | 2 %             | 18 %                          |
| Zlín                             | 81 000         | 22 %  | 2 %         | 51 %                           | 5 %            | 2 %             | 18 %                          |
| Kladno                           | 71 000         | 31 %  | 2 %         | 24 %                           | 18 %           | 3 %             | 21 %                          |
| Most                             | 68 000         | 32 %  | 0 %         | 38 %                           | 11 %           | 2 %             | 17 %                          |
| Karviná                          | 65 000         | 44 %  | 4 %         | 13 %                           | 26 %           | 2 %             | 11 %                          |
| Frýdek-Místek                    | 61 000         | 47 %  | 4 %         | 17 %                           | 13 %           | 4 %             | 15 %                          |
| Opava                            | 61 000         | 40 %  | 11 %        | 29 %                           | 5 %            | 3 %             | 13 %                          |
| Karlovy Vary                     | 53 000         | 32 %  | 2 %         | 36 %                           | 8 %            | 1 %             | 21 %                          |
| Děčín                            | 53 000         | 32 %  | 2 %         | 38 %                           | 6 %            | 3 %             | 19 %                          |
| Teplice                          | 51 000         | 33 %  | 2 %         | 33 %                           | 8 %            | 3 %             | 20 %                          |
| Chomutov                         | 51 000         | 38 %  | 3 %         | 28 %                           | 10 %           | 4 %             | 17 %                          |
| Jihlava                          | 51 000         | 37 %  | 2 %         | 41 %                           | 4 %            | 1 %             | 15 %                          |
| Přerov                           | 48 000         | 47 %  | 15 %        | 16 %                           | 6 %            | 4 %             | 12 %                          |
| Prostějov                        | 47 000         | 42 %  | 23 %        | 13 %                           | 5 %            | 3 %             | 15 %                          |
| Jablonec nad Nisou               | 45 000         | 51 %  | 1 %         | 24 %                           | 5 %            | 2 %             | 17 %                          |
| Mladá Boleslav                   | 44 000         | 59 %  | 4 %         | 12 %                           | 6 %            | 1 %             | 18 %                          |
| Česká Lípa                       | 39 000         | 53 %  | 4 %         | 11 %                           | 13 %           | 2 %             | 17 %                          |
| Třebíč                           | 39 000         | 48 %  | 1 %         | 23 %                           | 11 %           | 2 %             | 14 %                          |
| Třinec                           | 39 000         | 34 %  | 6 %         | 30 %                           | 16 %           | 2 %             | 12 %                          |
| Tábor                            | 37 000         | 35 %  | 2 %         | 41 %                           | 2 %            | 1 %             | 18 %                          |
| Příbram                          | 36 000         | 45 %  | 1 %         | 21 %                           | 12 %           | 1 %             | 20 %                          |
| Znojmo                           | 36 000         | 47 %  | 3 %         | 21 %                           | 8 %            | 1 %             | 20 %                          |
| Orlová                           | 35 000         | 40 %  | 2 %         | 13 %                           | 33 %           | 0 %             | 12 %                          |
| Cheb                             | 33 000         | 53 %  | 2 %         | 13 %                           | 8 %            | 3 %             | 21 %                          |
| Trutnov                          | 32 000         | 48 %  | 5 %         | 19 %                           | 11 %           | 2 %             | 16 %                          |
| Kolín                            | 30 000         | 49 %  | 8 %         | 13 %                           | 5 %            | 8 %             | 18 %                          |
| Písek                            | 30 000         | 62 %  | 4 %         | 11 %                           | 5 %            | 2 %             | 17 %                          |
| Šumperk                          | 29 000         | 57 %  | 15 %        | 8 %                            | 5 %            | 4 %             | 12 %                          |
| Kroměříž                         | 29 000         | 51 %  | 11 %        | 11 %                           | 8 %            | 3 %             | 15 %                          |
| Vsetín                           | 29 000         | 46 %  | 6 %         | 21 %                           | 10 %           | 4 %             | 13 %                          |
| Valašské Meziříčí                | 28 000         | 49 %  | 10 %        | 13 %                           | 10 %           | 3 %             | 15 %                          |
| Litvínov                         | 27 000         | 28 %  | 1 %         | 47 %                           | 7 %            | 1 %             | 16 %                          |
| Hodonín                          | 27 000         | 48 %  | 14 %        | 12 %                           | 9 %            | 4 %             | 13 %                          |
| Nový Jičín                       | 27 000         | 56 %  | 5 %         | 4 %                            | 19 %           | 1 %             | 14 %                          |
| Uherské Hradiště                 | 27 000         | 39 %  | 18 %        | 16 %                           | 8 %            | 3 %             | 17 %                          |
| Břeclav                          | 26 000         | 35 %  | 26 %        | 16 %                           | 5 %            | 4 %             | 15 %                          |
| Český Těšín                      | 26 000         | 44 %  | 4 %         | 8 %                            | 25 %           | 6 %             | 13 %                          |
| Krnov                            | 25 000         | 49 %  | 19 %        | 10 %                           | 5 %            | 6 %             | 11 %                          |
| Sokolov                          | 25 000         | 46 %  | 2 %         | 18 %                           | 12 %           | 2 %             | 19 %                          |
| Litoměřice                       | 25 000         | 58 %  | 4 %         | 3 %                            | 9 %            | 8 %             | 19 %                          |
| Havlíčkův Brod                   | 24 000         | 57 %  | 3 %         | 12 %                           | 8 %            | 4 %             | 17 %                          |
| Žďár nad Sázavou                 | 24 000         | 68 %  | 3 %         | 12 %                           | 5 %            | 2 %             | 10 %                          |
| Chrudim                          | 24 000         | 50 %  | 9 %         | 12 %                           | 7 %            | 2 %             | 20 %                          |
| Strakonice                       | 24 000         | 63 %  | 5 %         | 7 %                            | 6 %            | 2 %             | 17 %                          |
| Kopřivnice                       | 24 000         | 60 %  | 3 %         | 3 %                            | 20 %           | 3 %             | 11 %                          |
| Bohumín                          | 23 000         | 53 %  | 18 %        | 3 %                            | 11 %           | 5 %             | 11 %                          |
| Klatovy                          | 23 000         | 58 %  | 5 %         | 8 %                            | 7 %            | 2 %             | 20 %                          |
| Jindřichův Hradec                | 23 000         | 53 %  | 9 %         | 14 %                           | 6 %            | 0 %             | 17 %                          |
| Vyškov                           | 23 000         | 52 %  | 7 %         | 9 %                            | 16 %           | 2 %             | 14 %                          |
| Kutná Hora                       | 21 000         | 55 %  | 4 %         | 10 %                           | 9 %            | 3 %             | 19 %                          |
| Náchod                           | 21 000         | 58 %  | 5 %         | 6 %                            | 13 %           | 2 %             | 16 %                          |
| Jirkov                           | 21 000         | 41 %  | 2 %         | 22 %                           | 17 %           | 2 %             | 16 %                          |
| Blansko                          | 21 000         | 49 %  | 2 %         | 11 %                           | 12 %           | 10 %            | 16 %                          |
| Žatec                            | 20 000         | 56 %  | 4 %         | 8 %                            | 12 %           | 2 %             | 18 %                          |
| Hranice                          | 20 000         | 52 %  | 10 %        | 11 %                           | 7 %            | 8 %             | 13 %                          |
| Louny                            | 20 000         | 54 %  | 4 %         | 12 %                           | 13 %           | 2 %             | 14 %                          |
| Mělník                           | 19 000         | 44 %  | 6 %         | 8 %                            | 18 %           | 1 %             | 22 %                          |
| Otrokovice                       | 19 000         | 39 %  | 11 %        | 33 %                           | 4 %            | 2 %             | 12 %                          |
| Rožnov pod Radhoštěm             | 18 000         | 60 %  | 8 %         | 5 %                            | 14 %           | 2 %             | 12 %                          |
| Bruntál                          | 18 000         | 69 %  | 2 %         | 6 %                            | 9 %            | 2 %             | 11 %                          |
| Svitavy                          | 18 000         | 56 %  | 15 %        | 4 %                            | 9 %            | 4 %             | 12 %                          |
| Uherský Brod                     | 18 000         | 51 %  | 2 %         | 11 %                           | 12 %           | 7 %             | 16 %                          |
| Kadaň                            | 18 000         | 44 %  | 1 %         | 4 %                            | 30 %           | 3 %             | 17 %                          |
| Kralupy nad Vltavou              | 18 000         | 44 %  | 14 %        | 5 %                            | 6 %            | 13 %            | 18 %                          |
| Beroun                           | 17 000         | 49 %  | 4 %         | 8 %                            | 16 %           | 3 %             | 20 %                          |
| Ostrov                           | 17 000         | 49 %  | 5 %         | 5 %                            | 22 %           | 1 %             | 18 %                          |
| Česká Třebová                    | 17 000         | 55 %  | 8 %         | 4 %                            | 13 %           | 9 %             | 11 %                          |
| Rakovník                         | 17 000         | 62 %  | 3 %         | 7 %                            | 8 %            | 3 %             | 17 %                          |
| Pelhřimov                        | 17 000         | 58 %  | 2 %         | 12 %                           | 8 %            | 0 %             | 18 %                          |
| Jičín                            | 16 000         | 54 %  | 12 %        | 3 %                            | 12 %           | 1 %             | 17 %                          |
| Dvůr Králové nad Labem           | 16 000         | 57 %  | 13 %        | 4 %                            | 9 %            | 0 %             | 16 %                          |
| Benešov                          | 16 000         | 59 %  | 2 %         | 5 %                            | 10 %           | 6 %             | 18 %                          |
| Neratovice                       | 16 000         | 38 %  | 21 %        | 4 %                            | 17 %           | 3 %             | 17 %                          |
| Varnsdorf                        | 16 000         | 61 %  | 11 %        | 3 %                            | 9 %            | 1 %             | 15 %                          |
| Bílina                           | 16 000         | 44 %  | 3 %         | 8 %                            | 16 %           | 11 %            | 18 %                          |
| Klášterec nad Ohří               | 16 000         | 52 %  | 1 %         | 6 %                            | 21 %           | 6 %             | 14 %                          |
| Brandýs nad Labem-Stará Boleslav | 15 000         | 39 %  | 8 %         | 8 %                            | 17 %           | 2 %             | 26 %                          |
| Slaný                            | 15 000         | 52 %  | 2 %         | 4 %                            | 19 %           | 1 %             | 22 %                          |
| Ústí nad Orlicí                  | 15 000         | 56 %  | 9 %         | 5 %                            | 12 %           | 6 %             | 13 %                          |
| Mariánské Lázně                  | 15 000         | 41 %  | 2 %         | 27 %                           | 5 %            | 4 %             | 22 %                          |
| Chodov                           | 15 000         | 45 %  | 3 %         | 2 %                            | 32 %           | 2 %             | 16 %                          |
| Zábřeh                           | 15 000         | 52 %  | 8 %         | 7 %                            | 13 %           | 8 %             | 11 %                          |
| Turnov                           | 15 000         | 58 %  | 5 %         | 5 %                            | 9 %            | 3 %             | 19 %                          |
| Český Krumlov                    | 14 000         | 44 %  | 2 %         | 13 %                           | 20 %           | 0 %             | 21 %                          |
| Nymburk                          | 14 000         | 39 %  | 29 %        | 2 %                            | 2 %            | 14 %            | 13 %                          |
| Hlučín                           | 14 000         | 32 %  | 4 %         | 39 %                           | 10 %           | 2 %             | 13 %                          |
| Rokycany                         | 14 000         | 57 %  | 7 %         | 2 %                            | 5 %            | 8 %             | 21 %                          |
| Šternberk                        | 14 000         | 57 %  | 9 %         | 2 %                            | 6 %            | 11 %            | 15 %                          |
| Poděbrady                        | 13 000         | 36 %  | 26 %        | 2 %                            | 6 %            | 11 %            | 19 %                          |
| Krupka                           | 13 000         | 39 %  | 1 %         | 2 %                            | 34 %           | 4 %             | 20 %                          |